# Іваїдзумі

39°50′35″ пн. ш. 141°47′48″ сх. д. / 39.84306° пн. ш. 141.79667° сх. д.
Іваїдзу́мі (яп. 岩泉町, いわいずみちょう, МФА: [iwa.id͡zumʲi t͡ɕoː]) — містечко в Японії, в повіті Сімо-Хей префектури Івате. У середньовіччі було місцем вирощуванням коней породи Намбу. Станом на 1 жовтня 2007 площа містечка становила 992,91 км². Станом на 1 вересня 2008 населення містечка становило 11 076 осіб. 9833 людини станом на 2014 рік.